# NGC 156
NGC 156 est une paire d'étoiles située dans la constellation de la Baleine. Elle a été recensée par l'astronome allemand Wilhelm Tempel en 1882.